# Exogone rostrata
Exogone rostrata är en ringmaskart som beskrevs av Naville 1933. Exogone rostrata ingår i släktet Exogone och familjen Syllidae. Inga underarter finns listade i Catalogue of Life.